# Akatsukizukuyo (Day Breakers)
„Akatsukizukuyo -DAY BREAKERS-” (jap. 暁月夜 -DAY BREAKERS-) – czterdziesty piąty singel japońskiego artysty Gackta, wydany 1 października roku. Limitowana edycja CD+DVD zawierała dodatkowo teledysk do utworu tytułowego. Singel osiągnął 8 pozycję w rankingu Oricon i pozostawał na liście przez 5 tygodni.
Utwór tytułowy został wykorzystany w grze na iOS 3594e -Sangokushi taisen- (jap. 3594e-三国志英歌-), opartej na Opowieści o Trzech Królestwach. Gackt użyczył głosu jednej z grywalnych postaci z tej gry, generałowi Lü Bu.

## Lista utworów
Wszystkie utwory zostały napisane i skomponowane przez Gackt C.
| Nr | Tytuł                                                         | Czas |
| -- | ------------------------------------------------------------- | ---- |
| 1. | "Akatsukizukuyo -DAY BREAKERS-" (jap. 暁月夜 -DAY BREAKERS-)  |      |
| 2. | "Akatsukizukuyo -DAY BREAKERS-" (Orchestra Ver)               |      |
| 3. | "Akatsukizukuyo -DAY BREAKERS-" (-Instruments-)               |      |
| 4. | "Akatsukizukuyo -DAY BREAKERS-" (Orchestra Ver -Instruments-) |      |

## Notowania
| Lista                             | Pozycja |
| --------------------------------- | ------- |
| Oricon Weekly Singles Chart       | 8       |
| Billboard Japan Hot 100           | 21      |
| Billboard Japan Hot Singles Sales | 11      |